# 2589 Daniel
A 2589 Daniel (ideiglenes jelöléssel 1979 QU2) a Naprendszer kisbolygóövében található aszteroida. Claes-Ingvar Lagerkvist fedezte fel 1979. augusztus 22-én.